# Lurasidon

Strukturformel för lurasidon.

Lurasidon ett atypiskt antipsykotikum utvecklat av Dainippon Sumitomo Pharma. Det marknadsförs under namnet Latuda.
Latuda har godkänts för användning vid schizofreni, andra psykoser och mani vid bipolär sjukdom. I Sverige är Lurasidon indicerat som behandling vid schizofreni hos vuxna. 

## Historia
Lurasidon är en strukturell analog till ziprasidon.
Latuda utvecklades vid en forsknings- och utvecklingsanläggning etablerad i Fort Lee, New Jersey. Lurasidon utvecklades första gången ungefär år 2003 av forskare från Dainippon Sumitomo Pharma.
Vid klinisk fas III-prövning av medlet var 2 000 deltagare involverade och resultat offentliggjordes augusti 2009.
Läkemedlet godkändes under varunamnet Latuda av USA:s Food and Drug Administration (FDA) för behandling av schizofreni 2010 och för behandling av bipolär sjukdom 2013.
Latuda fick sitt första godkännande efter september 2010 i USA och sedan februari 2011 har det funnits för allmänheten i USA. Latuda återfanns till en början enbart i styrkorna 20, 40, 60 och 80 milligram med effektivt dosintervall dagligen mellan 40 och 160 milligram. När Latuda använts i drygt 5 år i endast USA och skulle börja användas utanför USA fattades beslutet att ändra styrkorna. Man hade märkt att det fungerade med något lägre doser. De nya styrkorna blev 18,6 mg, 37,2 mg och 74,5 milligram.
Ansökan om tillåtelse att sälja Latuda i EU inlämnades oktober 2012, och medlet blev godkänt 2014.
Latuda kom på marknaden i Sverige från den 19 september 2016. År 2015 beräknades Latuda distribuerats till mer än 1 miljon människor, det har använts i USA bland folk sedan februari 2011.

## Effektivitet
I en jämförande studie från 2013 där 15 antipsykotiska mediciner studerades avseende effektivitet i behandling av schizofrena symtom, visade lurasidon mild effektivitet. Den anges vara lika effektiv som iloperidon, och 13–15 % mindre effektiv än ziprasidon, klorpromazin, och asenapin.
I en studie som undersökte effekten av Lurasidon med andra läkemedel inom samma grupp återinsjuknade 21 % av deltagarna i psykossjukdom med Lurasidon. I en annan studie där Lurasidon jämfördes med placebo återinsjuknade 30% i behandlingsgruppen inom 1 år i psykossjukdom jämfört med 41% i behandlingsgruppen för placebo.
Lurasidon förhindrar kognitiv nedsättning som orsakas av psykossjukdomar.

## Biverkningar
Till de vanligaste biverkningarna hör akatisi (svårighet att sitta stilla), sömnsvårigheter och sömnighet.
Medlet kan orsaka illamående om man ej tar tabletten samtidigt med föda.
Andra vanliga biverkningar är: viktökning, agitation, ångest, rastlöshet, parkinsonism, yrsel, dystoni, dyskinesi, illamående, kräkningar, magbesvär, dyspepsi, överproduktion av saliv, muntorrhet, smärtor i övre delen av buken, muskuloskeletal stelhet, förhöjt kreatinfosfokinas i blodet och ökning av serumkreatinin.
Till mindre vanliga biverkningar hör: nasofaryngit, minskad aptit, ökad blodglukos, mardrömmar, katatoni, letargi, dysartri, dimsyn, takykardi, hypertoni, hypotoni, ortostatisk hypotoni, värmevallningar, förhöjt blodtryck, flatulens, förhöjt alaninaminotransferas, hyperhidros, ledstelhet, myalgi, halsont, ryggsmärtor, dysuri, förhöjt prolaktin i blodet och gångstörningar.
Sällsynta biverkningar är: eosinofili, Malignt neuroleptikasyndrom (NMS) och rabdomyolys.
Viktuppgång vid intag av Latuda rapporterades är av mindre grad och Latuda brukar ge små effekter på blodfetter och glukos. Viktminskning kan ses med Lurasidon och bland nära 15 procent.

## Farmakologi

### Farmakodynamik
Lurasidon har vissa likheter med risperidon. Lurasidon har en väldigt hög affinitet till den serotonerga 5-HT7-receptorn men ingen affinitet till kolinerga muskarinerga receptorer eller till histaminerga receptorer. Blockad av 5-HT7 har länge ansetts vara ett sätt att ge antidepressiv effekt och i fallet med lurasidon är 5-HT7 blockad mycket högre än hos andra antipsykotiska läkemedel.

### Farmakokinetik
Upptaget av lurasidon ökar då det tas ihop med mat. Tillverkaren ställer krav på att lurasidon bör tas ihop med mat, samt att maten ska innehålla 350 kilokalorier (kcal) eller mer.
  Ungefär 10–20 % av läkemedlet tas upp om det tas på tom mage. Upptaget av läkemedlet ökas 3 gånger om det tas ihop med föda innehållande 350 kilokalorier eller mera (minst 350 kcal). Det var oberoende av fettinnehåll. Tillverkaren föreslår att det tas med kvällsmål, eftersom det setts i studier att människorna visade sig ha mindre biverkningar än hos dem som tog lurasidon på morgonen.
Lurasidon når maximal plasmakoncentration efter 1–3 timmar. Jämviktskoncentration nås vid 7 dagar. Den genomsnittliga halveringstiden vid 100 milligram dagligen var 12,3 till 18,3 timmar och nådde max 36 timmar efter 9:e dagen. Den genomsnittliga halveringstiden vid 120 till 160 milligram var 28,8 till 37,4 timmar.

## Icke-godkänd användning
Lurasidon är inte godkänt för behandling av äldre människor med demensrelaterade sjukdomar.